# Alchemilla animosa
Alchemilla animosa é uma espécie de rosácea do gênero Alchemilla, pertencente à família Rosaceae.